# Tamfana
Tamfana var en sydgermansk gudinna som omtalas i Tacitus Annales. Det finns inga uppgifter om vad hon som gudom ansågs råda över, men det finns en hel del teorier om hennes funktion. 
Hennes huvudhelgedom skall ha legat i marsernas land och förstörts av den romerska härföraren Germanicus år 14 e.Kr. Tanfanas kultfest firades under senhösten och hennes namn tros vara besläktat med det fornnordiska "tafn" som betyder "offer".